# Rhoiacarpos capensis
Rhoiacarpos capensis är en sandelträdsväxtart som beskrevs av A. Dc.. Rhoiacarpos capensis ingår i släktet Rhoiacarpos och familjen sandelträdsväxter. Inga underarter finns listade i Catalogue of Life.